# Olombrada
Olombrada es un municipio y localidad española de la provincia de Segovia, en la comunidad autónoma de Castilla y León. Está situado en el norte de la provincia de Segovia, limitando ya con la provincia de Valladolid. El municipio integra además a Moraleja de Cuéllar y Vegafría.
Enclavada en la comunidad de Villa y Tierra de Cuéllar, a unos 14 kilómetros de este núcleo urbano, mientras que la localidad de Vegafría está integrada históricamente en la Comunidad de Villa y Tierra de Fuentidueña.

## Geografía

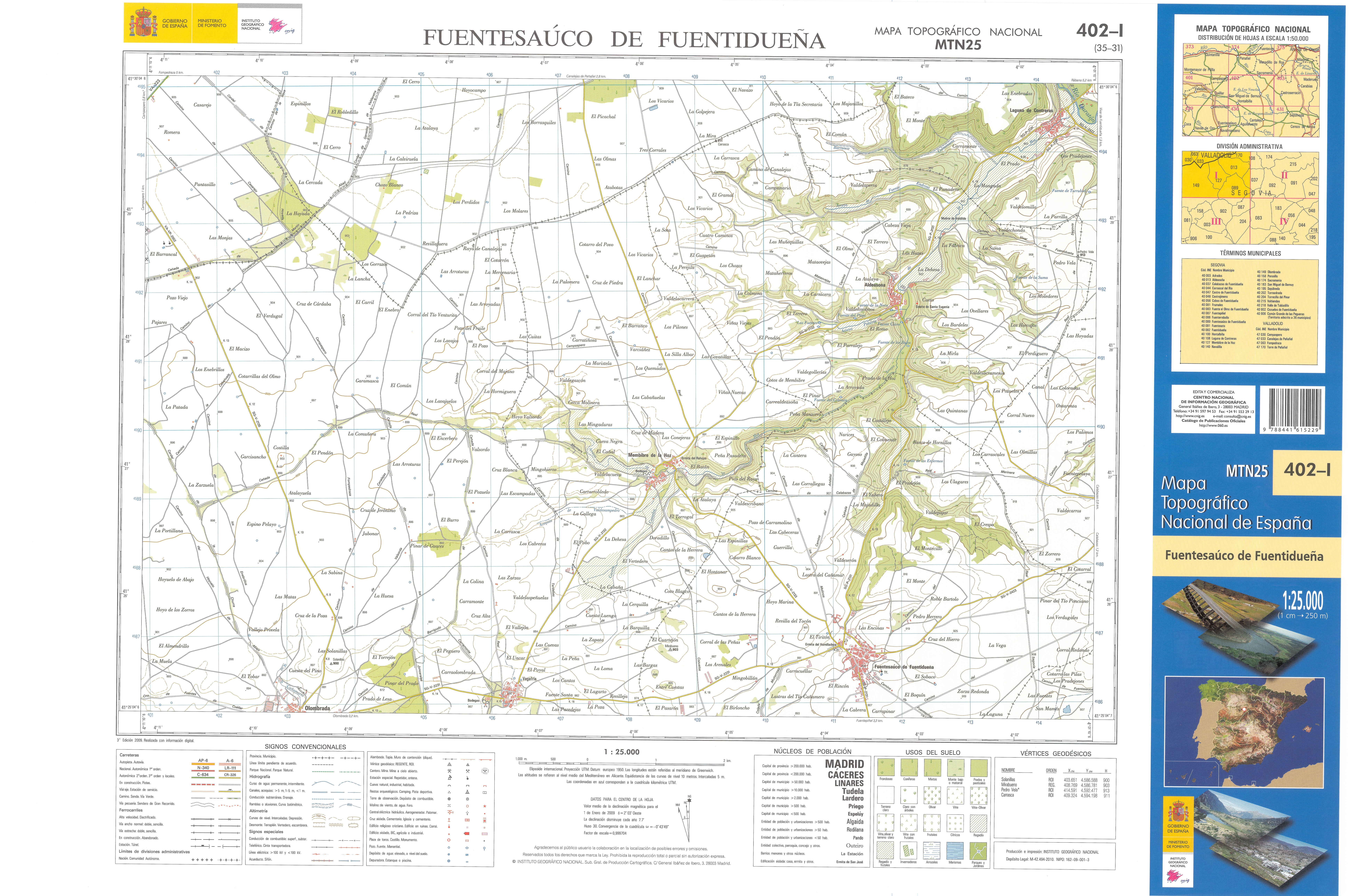
Fragmento de la hoja 402 del Mapa Topográfico Nacional de España de 2009 en el que se representa parte Norte de Olombrada

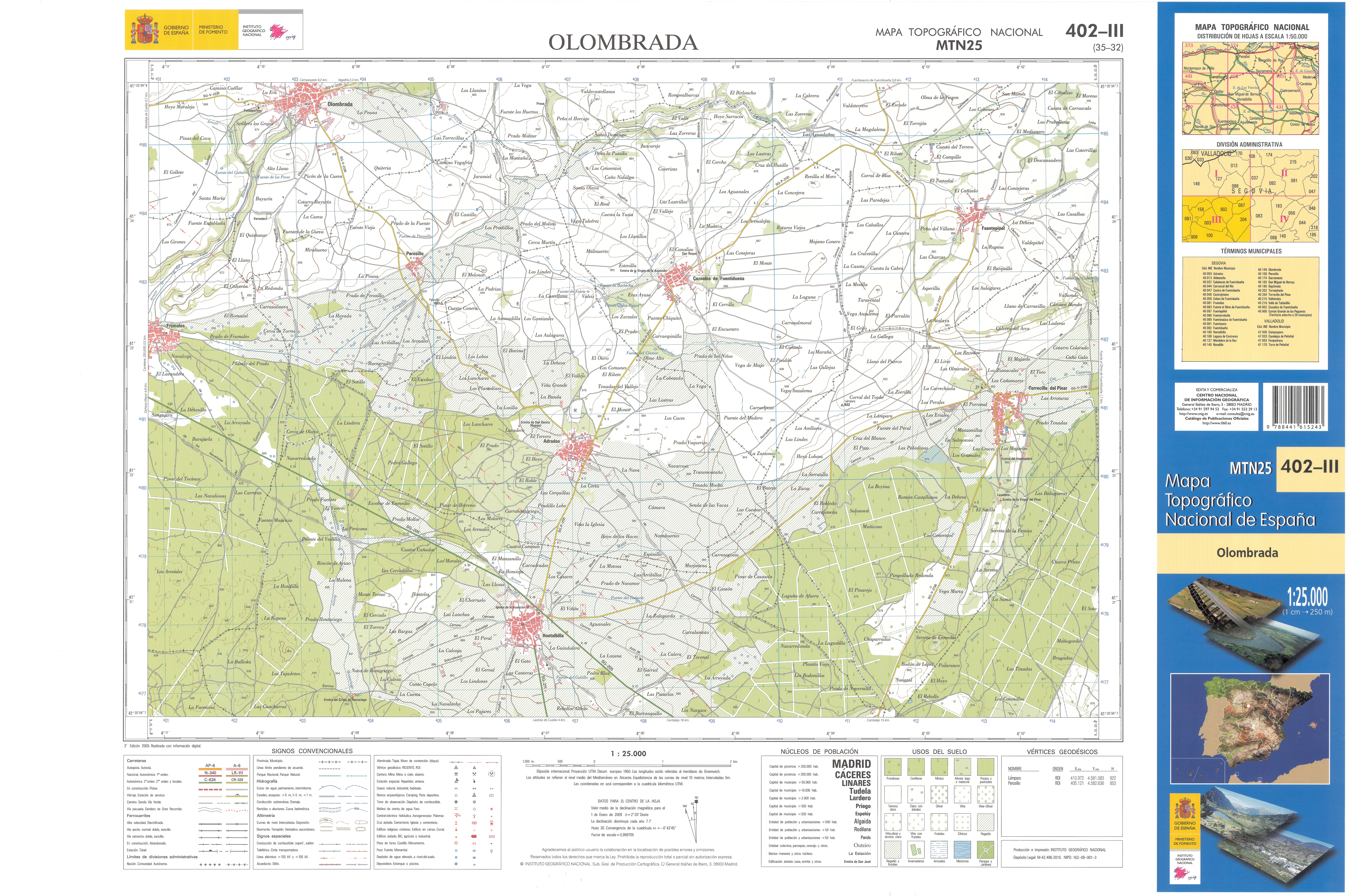
Fragmento de la hoja 402 del Mapa Topográfico Nacional de España de 2009 en el que se representa parte Sur de Olombrada

| Noroeste: Campaspero (Valladolid) | Norte: Campaspero (Valladolid) | Noreste: Membibre de la Hoz                          |
| Oeste: Cuéllar                    |                                | Este: Membibre de la Hoz, Fuentesaúco de Fuentidueña |
| Suroeste: Frumales                | Sur: Perosillo                 | Sureste: Cozuelos de Fuentidueña                     |

### Núcleos de población
El municipio de Olombrada está integrado por los siguientes núcleos de población:
- Olombrada, capital del municipio.
- Moraleja de Cuéllar.
- Vegafría, municipio independiente hasta 1970.[2]

## Geografía humana

### Demografía
Cuenta con una población de 503 habitantes (INE 2024).
| Gráfica de evolución demográfica de Olombrada entre 1842 y 2021 |
| |
| Población de derecho según los censos de población del INE Población de hecho según los censos de población del INEEntre el censo de 1970 y el anterior, crece el término del municipio porque incorpora a 40539 (Vegafría) Entre el censo de 1981 y el anterior, crece el término del municipio porque incorpora a 40133 (Moraleja de Cuéllar) |

## Símbolos
El escudo heráldico y la bandera que representan al municipio fueron aprobados oficialmente el 27 de diciembre de 2002. El escudo se blasona de la siguiente manera: 

«Escudo terciado en banda. 1.º De plata, cueva de sable. 2.º De gules, oveja y rama de rubia, ambas de plata y puestas en banda. 3.º De plata, olmo arrancado de sinople. Al timbre corona real cerrada.»
Boletín Oficial de Castilla y León n.º 12/2003 de 20 de enero de 2003

La descripción textual de la bandera es la siguiente:

«Bandera rectangular de proporciones 2:3, formada por dos franjas horizontales en proporciones 2/3 y 1/3, siendo la superior blanca con tres olmos arrancados ver des puestos en faja y roja la inferior.»
Boletín Oficial de Castilla y León n.º 12/2003 de 20 de enero de 2003

## Administración y política
| Periodo   | Nombre                      | Partido   |
| --------- | --------------------------- | --------- |
| 1979-1983 | Valentín Seisdedos Ramos    | UCD       |
| 1983-1987 | Valentín Seisdedos Ramos    | AP-PDP-UL |
| 1987-1991 | Florián Benito de la Fuente | PDP       |
| 1991-1995 | Jesús Cantalejo Sombrero    | PP        |
| 1995-1999 | Julio García Romero         | PP        |
| 1999-2003 | Javier Pascual Bayón        | PSOE      |
| 2003-2007 | Javier Pascual Bayón        | PSOE      |
| 2007-2011 | Luis Bayón Recellado        | PP        |
| 2011-2015 | Luis Bayón Recellado        | PP        |
| 2015-2019 | Medardo Acebes García       | ALIO      |
| 2019-2023 | Rosa María De Blas Frías    | PP        |
| 2023-act. | Rosa María De Blas Frías    | PP        |

## Cultura
Olombrada dispone de diversas asociaciones relacionadas con el ámbito de la cultura. Entre ellas, el Grupo de Teatro Antares, cuyo origen se remonta a principios del siglo XX, entonces llamado La Afición, y una asociación cultural, además de tener una revista oficial Zaraguja.

### Fiestas
El primer domingo de octubre los habitantes de Olombrada celebran las fiestas de Nuestra Señora del Rosario. Los quintos del correspondiente año se encargan de organizar los eventos y actos oficiales que tendrán lugar, además de ocuparse de la elección de la Reina y las Damas.
También cabe destacar las segundas fiestas de la localidad, las Palas, celebradas el domingo posterior al lunes de carnaval.
Como en muchos de los pueblos castellano-leoneses, son muy típicas las peñas, tanto entre jóvenes como entre mayores. El día que mayor protagonismo tienen es cuando se festeja el desfile de peñas, aunque durante las fiestas, son constantes las visitas a estas. Lo que nunca faltan son meriendas entre amigos y un buen vaso de limonada.